# Otto Wendler
Otto Carl Heinrich Wendler (* 4. Juli 1861 in Stralsund; † 1. September 1933 ebenda) war ein niederdeutscher Regional- und Heimatschriftsteller.
Otto Wendler legte 1880 das Abitur am Gymnasium Stralsund ab. An den Universitäten Leipzig, Berlin und Greifswald studierte er evangelische Theologie. Das Examen bestand er in Stettin. Danach war er Lehrer, ab 1886 Oberlehrer, in Woblanse, Radevormwald und ab 1890 in Rendsberg. 
Wendler veröffentlichte verschiedene Schriften, teilweise in niederdeutscher Sprache, über Geschichte und Kultur der Insel Rügen. Sein Nachlass befindet sich im Stadtarchiv Stralsund.

## Schriften
- Rügensche Kinner un Nahwerslüd. Plattdütsche Rimels in rügensch-vörpommersche Mundort. 1893.
- Von de Rügensche Kant. Drei lustige Geschichten in rügensch-vörpommersche Mundort. 1894.
- Geschichte Rügens von der ältesten Zeit bis in die Gegenwart. Ferdinand Becker, Bergen und Saßnitz a. R. 1895, urn:nbn:de:gbv:9-g-5367321.
- Um und durch Rügen. Skizzen und Bilder von der Insel. [1898].
- Rügen, die Perle der Ostsee. 1906.
- Maria Flint. Ein Stralsunder Roman aus dem 18. Jahrhundert. 1906.